# Angiografia metodą rezonansu magnetycznego

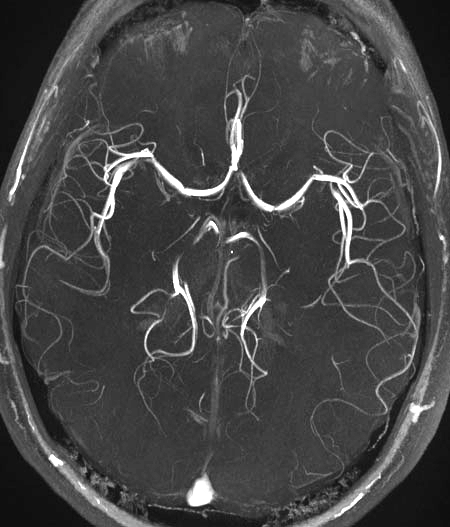
Angiografia czasu przepływu (TOF) krążenia mózgowego (projekcja minimalnej intensywności, MIP) uwidaczniająca koło tętnicze mózgu

Angiografia metodą rezonansu magnetycznego, angiografia rezonansem magnetycznym, MRA (od ang. magnetic resonance angiography) – technika obrazowania metodą rezonansu magnetycznego służąca do nieinwazyjnej wizualizacji naczyń krwionośnych. Podstawowymi jej odmianami są angiografia czasu przepływu (TOF, od time of flight) i angiografia kontrastu fazy (PC, od phase contrast).

## Angiografia czasu przepływu
W tej metodzie, poprzez odpowiedni dobór sekwencji pomiarowej i czasów relaksacji, możliwe jest wzmocnienie sygnału pochodzącego od przepływającej krwi. Jednocześnie osłabiana jest intensywność sygnału od tkanek niebędących w ruchu.

## Angiografia kontrastu fazy
Wykorzystuje się fakt, że protony tkanek znajdujących się w ruchu charakteryzują się przesunięciem fazowym. W tej technice otrzymuje się mapy przepływu krwi. Intensywność obrazu zależy od prędkości przepływu.